# Fort Wayne Pistons 1948-1949
La stagione 1948-49 dei Fort Wayne Pistons fu la 1ª e unica nella BAA per la franchigia.
I Fort Wayne Pistons arrivarono quinti nella Western Division con un record di 22-38, non qualificandosi per i play-off.

## Roster
| N° | Naz.                   | Ruolo | Sportivo        | Anno | Alt. | Peso |
| -- | ---------------------- | ----- | --------------- | ---- | ---- | ---- |
|    | Stati Uniti (bandiera) | GA    | Dillard Crocker | 1925 | 193  | 93   |
|    | Stati Uniti (bandiera) | AC    | Roy Pugh        | 1922 | 198  | 95   |
| 20 | Stati Uniti (bandiera) | GA    | Bob Tough       | 1920 | 183  | 84   |
| 23 | Stati Uniti (bandiera) | GA    | Richie Niemiera | 1921 | 185  | 75   |
| 24 | Stati Uniti (bandiera) | C     | John Mahnken    | 1922 | 203  | 100  |
| 24 | Stati Uniti (bandiera) | AC    | Blackie Towery  | 1920 | 193  | 95   |
| 25 | Stati Uniti (bandiera) | A     | Ward Williams   | 1923 | 193  | 88   |
| 26 | Stati Uniti (bandiera) | GA    | Leo Klier       | 1923 | 188  | 77   |
| 28 | Stati Uniti (bandiera) | GA    | Dick Triptow    | 1922 | 183  | 77   |
| 29 | Stati Uniti (bandiera) | AC    | Charlie Black   | 1921 | 196  | 91   |
| 29 | Stati Uniti (bandiera) | AC    | Leo Mogus       | 1921 | 193  | 86   |
| 30 | Stati Uniti (bandiera) | C     | Bill Henry      | 1924 | 206  | 98   |
| 30 | Stati Uniti (bandiera) | AC    | Jake Pelkington | 1916 | 198  | 100  |
| 31 | Stati Uniti (bandiera) | GA    | Curly Armstrong | 1918 | 180  | 77   |
| 32 | Stati Uniti (bandiera) | AC    | Bob Kinney      | 1920 | 198  | 98   |
| 35 | Stati Uniti (bandiera) | GA    | Bruce Hale      | 1918 | 185  | 77   |
| 35 | Stati Uniti (bandiera) | GA    | Walt Kirk       | 1924 | 191  | 78   |
| 36 | Stati Uniti (bandiera) | GA    | Ralph Hamilton  | 1921 | 185  | 85   |
| 37 | Stati Uniti (bandiera) | GA    | Jack Smiley     | 1922 | 191  | 86   |

## Staff tecnico
- Allenatori: Carl Bennett (0-6), Curly Armstrong (22-32)